# Adolf Holzhausen
Adolf Holzhausen d. J. (* 8. August 1868 in Wien; † 5. Juni 1931 ebenda) war ein österreichischer Verleger und Buchhändler.
Adolf Holzhausen kam Sohn als des Verlegers Adolf Holzhausen d. Ä. (* 3. Februar 1827 in Braunschweig; † 30. September 1892 in Salzburg, Chef der Wiener Hof- und Universitätsbuchdruckerei) zur Welt.
Adolf junior wurde im Familienunternehmen ausgebildet (sein Vater besaß seit 1858 die Manzsche Buchdruckerei). Holzhausen erlernte den Satz orientalischer Schriften und verschaffte dem Betrieb auch orientalische Lettern. Später gründete Holzhausen die Universitätsbuchdruckerei und einen eigenen Verlag, in dem vor allem Kunstbücher und Geschichtswerke erschienen. Nach 1918 avancierte er zum Chef des militärgeographischen Instituts. Ebenfalls nach dem Ersten Weltkrieg regte er an, dass österreichische Schulbuchverleger zusammenarbeiteten.
Holzhausen war später Präsident des Hauptverbands der Druckereibesitzer: Die österreichische Akademie der Wissenschaften wurde von ihm gefördert.